# Мари Вильяр, Пабло
Па́бло Мари́ Вилья́р (исп. Pablo Marí Villar; 31 августа 1993, Альмусафес, провинция Валенсия) — испанский футболист, центральный защитник итальянского клуба «Фиорентина».

## Биография
Пабло Мари начинал заниматься футболом в командах Валенсии — сначала в одноимённом клубе, а затем в «Леванте», но наибольшего прогресса добился уже перейдя в академию «Мальорки». В возрасте 17 лет дебютировал в третьем дивизионе за команду «Мальорка B». Отыграл за эту команду три сезона. В сезоне 2011/12 привлекался в основную команду «Мальорки». Дебютировал в Ла Лиге 7 декабря 2011 года в необычной игре против «Гранады», которая началась 20 ноября, но была прервана на 60 минуте. В оставшееся время командам разрешили сделать множество замен, и Пабло Мари начал эту 30-минутную доигровку в стартовом составе, «заменив» Педро Бигаса. Через семь минут после возобновления игры «Мальорка» забила гол с пенальти, сравняв счёт (2:2). Больше команды голов забить не успели. В том сезоне Мари ещё лишь один раз сыграл за Мальорку в Примере.
В 2013 году перешёл в «Химнастик» (Таррагона), где стал игроком основы. В сезоне 2014/15 помог команде занять второе место в Сегунде B и завоевать путёвку во Второй дивизион. В следующем сезоне команда заняла третье место в регулярном турнире, а затем уступила «Осасуне» в полуфинале плей-офф за выход в Примеру. Летом 2016 года подписал контракт с английским «Манчестер Сити». В сезоне 2016/17 выступал на правах аренды за «Жирону» в испанской Сегунде. Однако большую часть матчей Мари провёл на скамейке запасных, сыграв лишь в восьми встречах.
В следующем сезоне 24-летний Пабло Мари отправился в аренду в нидерландский НАК Бреда. Через две недели после перехода тренер НАК Стейн Вревен предложил испанцу стать капитаном команды.
1 июля 2018 года Пабло Мари был отдан в годичную аренду в «Депортиво Ла-Корунья», который играл в Сегунде.
11 июля 2019 года Пабло Мари подписал полноценный контракт с бразильским «Фламенго» сроком до декабря 2022 года. Он стал третьим испанцем в истории клуба из Рио-де-Жанейро — после вратаря Тальядаса (1937) и нападающего Хосе Уфарте (1958—1961; 1962—1964).
Мари довольно быстро вписался в состав «рубро-негрос». 25 августа отметился первым забитым голом за новую команду. Это случилось в гостевом матче против «Сеары», закончившемся разгромом хозяев 3:0. Испанец забил второй мяч своей команды. Также помог своей команде впервые за 38 лет выйти в финал Кубка Либертадорес. В домашней игре полуфинала 24 октября «Фламенго» разгромил «Гремио» со счётом 5:0. Пабло Мари забил в этой встрече исторический гол — первый гол поданного Испании в Кубке Либертадорес. Вместе с командой 23 ноября 2019 года стал обладателем Кубка Либертадорес. Также помог своей команде выиграть чемпионат штата и чемпионат Бразилии.

## Достижения
- Финалист Кубка Каталонии (1): 2016/17
- Вице-чемпион испанской Сегунды (1): 2016/17
- Чемпион Бразилии (1): 2019
- Обладатель Кубка Либертадорес (1): 2019  Обладатель Кубка Англии (1) 2020    Обладатель Суперкубка Англии (1) 2020